# Sela túrcica

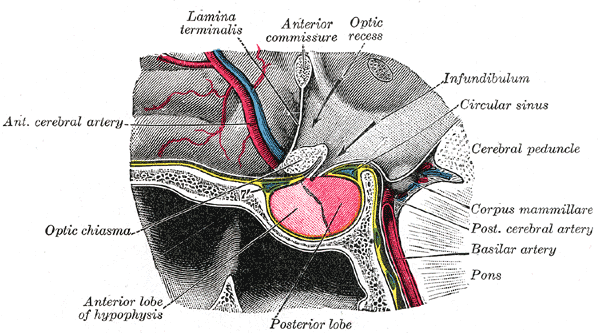
Ilustração da hipófise.

Sela túrcica ou Sela turca é uma pequena fosseta, em forma de "sela árabe", localizada na face superior ou cerebral do esfenóide, onde está alojada a hipófise também chamada de "corpo pituitário".
Tem um pouco mais de um centímetro de diâmetro e é rodeada por quatro pequenas saliências ósseas chamadas as apófises clinóides e à frente por uma pequena saliência mamelonada chamada "tubérculo da sela" e que a separa da goteira óptica.
Para a estudar correctamente é necessário efectuar uma tomografia computorizada ou uma ressonância magnética já que a radiografia dos ossos do crânio é imprecisa devido à existência de grande sobreposição de estruturas. Um alargamento desta fosseta é muito suspeito de tumor da hipófise.
Dentre as pregas que o folheto interno da meninge dura-máter origina, está o diafragma da sela , a qual é uma pequena lâmina horizontal que fecha superiormente a sela túrcica, porém deixa um pequeno orifício para a passagem da haste hipofisária. Desse modo, o diafragma da sela isola e protege a glândula pituitária (hipófise), fazendo com que haja um aumento no nível de dificuldade de um neurocirurgião realizar uma cirurgia neste determinado local.